# Sybrinus sudanicus
Sybrinus sudanicus är en skalbaggsart som beskrevs av Stefan von Breuning 1954. Sybrinus sudanicus ingår i släktet Sybrinus och familjen långhorningar. Inga underarter finns listade i Catalogue of Life.